# 長万部町民センター
長万部町民センター（おしゃまんべちょうみんセンター）は、北海道山越郡長万部町にある博物館。

## 概要
寛文9年（1669年）のシャクシャインの戦いから昭和58年（1983年）の現代までの、町の歩みをたどる多くの民俗文化財などが展示されている「郷土資料室」、かつて鉄道の町として栄えたその当時の想い出として「見て、触れて、動かせる」鉄道グッズを展示している「鉄道村」、樋口一葉研究の第一人者で小説家の和田芳恵の作品のほか、愛用した道具、研究資料などが展示している「和田芳恵コーナー」、静狩金山の栄華の歴史を知ることができる「静狩金山コーナー」など、長万部の歴史に関する史料を一堂に集めた施設である。
建物は1階に郷土資料室・鉄道村・事務室、2階に埋蔵文化財コーナー・和田芳恵コーナー・静狩金山コーナー・静狩湿原コーナーとなっている。
- 1979年（昭和54年）- 町民センター開館。当初は長万部町図書館として開館。
- 1981年（昭和56年）- 郷土資料室を整備。
- 1992年（平成4年）- 図書館機能が、新設された長万部町学習文化センターへ移動し、博物館単独施設へ移行。
- 2001年（平成13年）- 1月に鉄道村オープン。

## 所在地
- 北海道山越郡長万部町高砂町413-12

## 交通アクセス
- JR北海道函館本線長万部駅から徒歩10分

## 近隣施設
- 長万部町学習文化センター
- 長万部温泉
- 飯生神社
- 長万部町福祉センター
- 長万部町ファミリースポーツセンター
- 長万部町青少年会館
- B&G海洋センター長万部プール
- 植木蒼悦記念館
- 平和祈念館
- 長万部町営スキー場